# Human Nature (닥터 후)
"Human Nature" (KBS 방영 제목: 〈인간적인, 너무나 인간적인〉)는 영국의 SF 드라마 《닥터 후》 시즌 3의 여덟번째 에피소드이다. 영국에서는 2007년 5월 26일에 처음 방영되었다. 작가는 폴 코넬이 맡았으며, 1995년 자신이 집필한 닥터 후 소설 《Human Nature》을 각색한 것이다. 총 2부작으로 구성된 이야기 중 1부에 해당되는 에피소드로, 다음 에피소드인 "The Family of Blood"와 이어진다.  2008년 휴고상 드라마 단편부문상 후보에 올랐다.
이번 에피소드는 10대 닥터 (데이비드 테넌트)가 자신을 노리는 '피의 가족'을 피해서 1913년 잉글랜드에 잠입, 타임 로드로서의 삶을 숨겨두고 '존 스미스'란 가명의 인간 교사로 살아가는 이야기를 담고 있다.

## 줄거리
10대 닥터는 마사 존스에게 '피의 가족'이 자신을 노리고 있다고 밝힌다. 피의 가족은 죽음을 피하기 위해 닥터가 지닌 타임 로드의 생명력을 앗아가려 하고 있었다. 닥터는 마사에게 피의 가족이 목숨을 거둘 때까지 잠시 인간으로 인격을 바꿔 숨어 살 것이라며, 마사가 따라줘야 할 지시사항 목록을 건넨다. 닥터는 타임 로드로서의 본질과 기억을 자신에게서 뽑아내 회중시계처럼 생긴 '카멜레온 워치'에 담은 뒤 인간이 되고, 마사는 그 워치를 꼭 지켜낼 것을 약속한다.
1913년 잉글랜드에 도착한 두 사람. 닥터는 '존 스미스'라는 인간으로서 살아가게 된다. 존 스미스는 패링햄 학교의 신임 교사로 근무하게 되고, 마사는 그 학교에서 하녀 행세를 하게 된다. 존은 조용하고 온화한 성격이지만 매일 밤 꿈속에서 아른거리는 닥터로서의 기억에 혼란스러워 한다. 존은 꿈에서 겪은 일을 수첩에 정리하여 〈불가능한 것들의 일기〉 (A Journal of Impossible Things)라는 제목을 붙인다. 카멜레온 워치도 보통 시계인 줄로만 알고 외투 속에 꼭 지니고 다닌다. 어느날 존은 젊은 학교 간호사인 조앤 레드펀과 사랑에 빠지고, 자신의 일기 수첩을 보여준다. 그런 두 사람의 관계를 알게 된 마사는 닥터가 만약 다른 사람과 사랑에 빠지면 어떡할 지에 대해서는 일러둔 바가 없어 어쩔 줄을 몰라 한다. 한편 존이 근무하는 학교에는 티모시 라티머라는 어린 학생이 초감각 능력을 지니고 있었는데, 우연히 존의 시계를 발견하고 그 속을 열었다가 닥터의 환영을 보게 된다.
피의 가족은 닥터의 뒤를 쫓아 지구로 내려오고, 우주선은 비인지 보호막을 써서 가려둔다. 가족들은 인간 행세를 하기 위해 여러 인간을 잡아들여 그 육신을 취하는데, 그 중에는 티모시를 괴롭하던 같은 학교의 제레미 베인즈도 있었다. 이들은 또 밭에 세워진 허수아비에 생명력을 불어넣어 수하로 쓴다. 티모시가 시계를 열어 닥터의 기억을 체험하던 그 짧은 순간, 가족들은 닥터가 학교 안에 있음을 감지한다. 마사는 피의 가족이 자신들을 찾아냈다는 것을 깨닫고 시계를 수습하려 하지만, 티모시가 가져가 버리는 바람에 찾을 수 없게 된다. 한편 존은 조앤에게 그날 밤 마을 무도회에 함께 하자고 제안하고 조앤은 받아들인다. 티모시는 두 사람을 따라 무도회에 갔다가 마사와 부딪히는데, 자신이 닥터의 기억 속에서 봤던 그 여자임을 깨닫는다. 피의 가족에 맞서려면 존을 닥터로 되돌려 놓아야겠다고 결심한 마사는 존에게 소닉 스크류드라이버를 보여주며 어떻게든 과거의 기억을 떠올리려고 애쓴다. 드디어 닥터가 존 스미스로 변해 있음을 알아차린 피의 가족은 무도회를 습격해 존과 대적하고, 마사와 존을 인질로 사로잡는다. 그리곤 존에게 타임 로드로 돌아가지 않으면 마사는 죽게 될 것이라 협박한다.

### 다른 에피소드와의 연관성
작중 소개되는 〈불가능한 것들의 일기〉에는 1대부터 10대까지 역대 닥터의 모습이 삽화로 전부 그려져 있다. 특히 1대 닥터, 5대 닥터, 6대 닥터, 7대 닥터, 8대 닥터는 확실히 얼굴이 식별 가능한데, 이는 뉴 시즌에 들어와서 올드 시즌의 닥터를 처음으로 묘사한 장면이기도 하다. 또 닥터의 기억이 담겨 있는 시계도 함께 그려져 있다.